# Konstantin Paleolog (polubrat Mihaela VIII.)
Konstantin Paleolog (Κωνσταντίνος Παλαιολόγος) (oko 1230. – 1271.) bio je 
bizantinski plemić i sebastokratōr.
Njegov otac je bio plemić Andronik Paleolog (megas domestikos). Andronikova druga žena rodila je Konstantina.
Konstantinov stariji polubrat bio je car Mihael VIII. Paleolog.
Žena Konstantinova bila je plemkinja Irena Komnena Laskarina Branaina. Imali su najmanje petero djece:
- Mihael Komnen Branas Paleolog
- Andronik Branas Duka Anđeo Paleolog
- Marija Komnena Branaina Laskarina Doukaina Tornikina Palaiologina, žena Izaka Komnena Duke Tornikiosa
- Teodora Paleolog Synadene[4]
- Smilcena, žena cara Smilca te majka Ivana II., Marine i Teodore[5]